# Мелфої
Родина Мелфоїв (англ. The Malfoys) — французько-англійська династія чистокровних чарівників у книжках Дж. Ролінґ про Гаррі Поттера. Входять у «Священні 28» — 28 найбільш чистокровних чаклунських родин Великої Британії.
Для Мелфоїв родина з її традиціями, становить надзвичайну цінність. У Гоґвортсі всі представники родини Мелфоїв потрапляли в гуртожиток Слизерин, а отже, Мелфої заради поставленої мети були готові піти на все.
Ревно підтримували ідею чистокровності. Тому Луціус Мелфой приєднався до Лорда Волдеморта, ставши смертежером, а його дружина — Нарциса Мелфой — також погоджувалася із його діями, але сама не була смертежеркою.
Після того, як зник Волдеморт, Мелфої були ледь не перші зі смертежерів, хто повернувся до магічного суспільства, виправдовуючи себе, ніби вони були під дією заклять.
Живуть у великому родовому маєтку, де повно речей, пов'язаних із темною магією. Своє помешкання надавали для зібрань смертежерів.

## Походження прізвища
Мелфой — від лат. — maleficus  — злодій; від фр. — Mal foi — віроломство. У середньовіччя так називали відьмаків та їх магічні діяння. Значення прізвища прекрасно характеризує характер роду Мелфоїв протягом історії (уміння підлаштовуватися під будь-яку владу).

## Родовід Мелфоїв
- Мелфої, аристократичний рід
  -  Французькі Мелфої, французька гілка роду
  -  Англійські Мелфої, англійська гілка роду
    -  Арманд Мелфой, засновник англійської гілки роду, жив у 11 столітті
      -  Мелфої, жили у 12 столітті
        -  Мелфої, жили у 13 столітті
          -  Ніколас Мелфой, жив у 14 столітті
            -  Мелфої, жили у 15 столітті
              -  Луціус Мелфой, фаворит Королеви Єлизавети I, жив у 16 столітті
                -  Брут Мелфой, жив у 17 столітті
                  -  Септимус Мелфой, жив у 18 столітті
                    -  Мелфої, жили у 19 столітті
                      -  Абраксас Мелфой, батько Луціуса Мелфоя і дід Драко Мелфоя
                        -  Луціус Мелфой, батько Драко Мелфоя
                          -  Драко Луціус Мелфой, батько Скорпіуса Мелфоя
                            -  Скорпіус Гіперіон Мелфой, син Драко Мелфоя

## Історія Мелфоїв
До 11 століття Мелфої були французьким аристократичним чаклунським домом. Засновником Англійської гілки дому вважається Арманд Мелфой. У молодості Арманд Мелфой, як і вся династія французьких Мелфоїв до нього, навчався у Бобатоні. У 11 столітті Арманд Малфой присягнув на вірність Вільгельму I Завойовнику, і з того часу Арманд Малфой і його сім'я переїхали жити в Англію, як піддані Короля Вільгельма І. Арманд Малфой досягнув висот при дворі Короля Вільгельма. Тобто як мінімум до 1066 року Мелфоїв у Британії не існувало. У Британії Арманд Мелфой і його сім'я познайомилися з магічною спільнотою Британії, яка існувала тут з часів Мерліна. Від Короля Арманд Мелфой за свої заслуги отримав Маєток у Вітширі, де Мелфої живуть досі. Нащадки Арманда Мелфоя зрештою вступили на навчання в Гоґвортс, де поколіннями навчалися на Слизерині.
Відомо, що у певний момент історії Мелфої стали власниками ельфів-домовиків, що свідчить про те, що Мелфої по жіночій лінії можуть бути нащадками самої Гельги Гафелпаф, оскільки сама Гельга Гафелпаф підкорила ельфів-домовиків.
У 14 столітті Ніколас Мелфой убив багатьох Маґлів, проте оскільки тоді була Епідемія Чуми, ніхто із Маґлів чи чарівників жертвами його убивств не зацікавився, адже вони гадали, що їх смерті — наслідок чуми.
У 16 столітті Луціус Мелфой був Фаворитом Королеви Єлизавети I, проте його інтересом були не стільки відносини з «маґлівською королевою», як бажання вибити преференції для Дому Мелфоїв.
У 1675 році Брут Мелфой видав політичну книгу «Відьмаки на Війні», яка вмить стала популярною серед чарівників. Завдяки впливу цієї книги у Чаклунському Суспільстві виріс вплив Чистокровного Супремасизму.
У 18 столітті Септимус Мелфой був радником Міністра Магії Озберта, і мав настільки великий на нього вплив, що багато хто тоді вважав, що Озберт — лише маріонетка Мелфоя.
Як і решту Чистокровних Домів Чарівників — Мелфої розділяють ідею переваги чистокровності, проте їхня філософія відрізняється достатньою поміркованістю у ставленні до маґлів, а також особливою філософією, яка полягає в тому, що якщо для решти чистокровних чарівників головною є ідея «Чистокровні чарівники понад усе», то для Мелфоїв головною ідеєю є «Мелфої понад усе», а вже потім у їх світогляді ідуть чистокровні чарівники.

## Члени родини
- Луціус Мелфой
- Нарцисса Мелфой (до шлюбу — Блек)
- Драко Мелфой — їх син

## Луціус Мелфой
Уперше зустрічаємося із Луціусом Мелфоєм у другій книжці про Гаррі Поттера («Гаррі Поттер і таємна кімната») у крамниці «Борджин і Беркс» на алеї Ноктерн, куди Гаррі потрапив через невправне користування порошком флу (хоча фактично батько Драко згадується ще в першій книжці).
Луціус — чоловік 41 року із блідим загостреним обличчям і холодними сірими очима.
Луціус дуже любив свого єдиного сина, волів бачити його лідером в усьому. Мав сподівання, що Драко стане достойним продовжувачем роду Мелфоїв. Для того, щоб підтримати синові починання в спорті, придбав всій збірній Слизерину з квідичу найновіші мітли «Німбус — 2001».
Луціус кепкує над Артуром Візлі, оскільки той, на його думку, забув про гордість чистокровного чаклуна.
Луціус — член опікунської ради. Таким чином він намагається контролювати шкільне життя сина. Завжди виступав проти директорства Албуса Дамблдора, що боровся проти Волдеморта.
У другій книзі про Гаррі Поттера підкинув щоденник Тома Редла, що був горокраксом, у книгарню «Флоріш і Блотс», де його знайшла Джіні Візлі. Дівчина довірила йому свої таємниці, тому частина душі Тома Редла, що містилися в щоденнику, заполонила розум дівчини, змусила її відчинити таємну кімнату, спричинивши напади василіска на маґлонароджених.
Після того, як план Луціуса не здійснився (Гаррі та Рон Візлі знайшли щоденник Редла та знищили його), Поттер ще й позбавив Мелфоїв родинного ельфа-домовика Добі.
Коли на уроці Догляду за магічними істотами Рубеуса Геґріда гіпогриф поранив Драко, Луціус спричинив із цього справжній скандал. Найкращим вважав би, якщо Геґрід негайно залишив школу, проте йому вдалося лише наслати представників Міністерства магії на вихованця Геґріда — Бакбика. Звісно, упереджені судді не хотіли слухати захисту ключника Гоґвортсу, тому засудили гіпогрифа до страти (проте його врятували Гаррі Поттер та Герміона Ґрейнджер за допомогою часоворота).
Уся родина Мелфоїв з'являється на фіналі чемпіонату з квідичу. Далі трапляється інцидент із родиною маґлів — декілька смертежерів у масках знущаються над ними. Цим керував Луціус Мелфой.
Також Луціус з'явився серед інших смертежерів, яких покликав Волдеморт на кладовище, де відновив власні сили. Темний Лорд сказав йому, що Мелфой розчарував його — він не намагався допомогти хазяїнові. Проте інцидент із маґлами на чемпіонаті з квідичу повеселив Волдеморта, тому він дозволив йому і надалі керувати операціями з катування маґлів.

Луціус Мелфой та Белатриса Лестранж під час битви у відділі таємниць Міністерства магії (кадр із фільму «Гаррі Поттер і Орден Фенікса»

У книзі «Гаррі Поттер і Орден Фенікса» Луціус Мелфой очолив операцію смертежерів, метою якої було отримати пророцтво Сивіли Трелоні, яке зберігалося в відділі таємниць Міністерства магії.
У Міністерстві зустрічаємо Луціуса під час розмови із Корнеліусом Фаджем. Виявляється, що Мелфой є спонсором діючого міністра магії, а натомість Фадж ухвалює закони, вигідні Мелфоєві.
Імовірно, упізнав Сіріуса Блека в подобі собаки на вокзалі Кінґс — Крос, тому негайно повідомив Міністерство, що Блек перебуває в Лондоні.
Мелфой зачаклував Стержиса Подмора (працівника Міністерства магії та члена Ордену фенікса), щоб той приніс йому пророцтво із відділу таємниць. Та за цією спробою Подмора арештували.
Луціус очолив битву у відділі таємниць Міністерства магії. Та вона закінчилася невдачею — він так і не здобув пророцтва, оскільки на допомогу Поттерові прийшли не тільки його друзі-однокласники, але й члени Ордену Фенікса.
Після цього Луціус перебував у Азкабані.
Поки Луціус Мелфой був у Азкабані його син Драко отримав наказ від Волдеморта убити Албуса Дамблдора
погрожуючи убити його і його рідних. Драко застосовував багато методів вбивства, але убити Дамблдора
так і не зміг. Лише зробив дві кволі спроби. Третя була зупинена Северусом Снейпом який убив Дамблдора
вистріливши в нього закляттям (Авада Кедавра) і разом з Драко Мелфоєм покинув Гогвортс.
Коли після цього Луціус Мелфой був звільнений з Азкабану він був присутній на зібранні Смертежерів
у себе у будинку де Лорд Волдеморт вирішив, що його чарівна паличка споріднена з паличкою Гаррі Поттера
і цією паличкою він не зможе вбити його. Волдеморт захотів позичити чарівну паличку у когось зі Смертежерів.
Коли ніхто не погодився Волдеморт звернувся до Луціуса Мелфоя, той вагаючись все-таки віддав йому свою
чарівну паличку.
Брав участь у Битві за Гогвортс. Під час відпочинку був разом з Волдемортом у Забороненому Лісі.
У другій частині Битви Луціус Мелфой зрадив Волдеморта, забрав сина і дружину і втік з поля бою.
Йому вдалося уникнути Азкабану знову тим, що він допоміг Міністерству Магії упіймати інших Смертежерів.

## Нарциса Мелфой
Нарциса Мелфой — родичка Сіріуса Блека, сестра Белатриси Лестранж, і Андромеди Тонкс. Представниця старого чаклунського шляхетного роду, вгодила родичам тим, що одружилася з чистокровним чаклуном.
Уперше зустрічаємо Нарцису під час фіналу кубку з квідичу.
|  | Мати теж була білява. Висока й струнка, вона була б доволі симпатична, якби не скривлені губи - так, ніби їй щось постійно смерділо під самісіньким носом |

У книзі «Гаррі Поттер і Напівкровний Принц» Драко разом із матір'ю зустрічають Поттера та його друзів у крамничці мадам Малкін. Нарциса попереджує їх, що якщо вони ще раз спробують напасти на її сина, це стане їх останнім закляттям. Вона попереджає Поттера, що Дамблдор не завжди зможе його захищати.
Нарцису охопив відчай, коли вона дізналася, що Волдеморт доручив Драко вбити Дамблдора. Її чоловік вже перебував в Азкабані, тож вона не хотіла склавши руки дивитися, як Темний Лорд відбере в неї ще й єдиного сина.
Тому вона разом із сестрою Белатрисою Лестранж вирушила у Прядильний кінець — до помешкання Северуса Снейпа. Там вона благала його, щоб він вмовив Волдеморта від плану вбити Дамблдора руками Драко — адже він ще зовсім дитина.
Белатриса змусила Снейпа заприсягтися з використанням закляття Довіри, що він буде дбати про Драко, і якщо той не зможе виконати завдання, продовжить його за нього.
Коли Луціуса Мелфоя звільнили з Азкабану Нарциса була
посвячена у справи Смертежерів. Була присутня на зібранні
у своєму маєтку.
Брала участь у Битві за Гогвортс де зрадила Волдеморта
і як вже було сказано втекла з поля бою.

### Походження Нарциси

Нарциса Мелфой у Прядильному кінці (кадр із фільму «Гаррі Поттер і Напівкровний Принц»

|  |  |               |               |               |               |               |               |  |  |                    |                    |                    |                    |                    |                    |                |                | Артур Блек        | Артур Блек        | Артур Блек        | Артур Блек        | Артур Блек        | Артур Блек        |  |  | Лукреція Блек     | Лукреція Блек     | Лукреція Блек     | Лукреція Блек     | Лукреція Блек     | Лукреція Блек     |  |  |                    |                    |                    |                    |                    |                    |  |  |                  |                 |                 |                 |                 |                 |  |  |                 |                 |                 |                 |                 |                 |  |  |
|  |  |               |               |               |               |               |               |  |  |                    |                    |                    |                    |                    |                    |                |                | Артур Блек        | Артур Блек        | Артур Блек        | Артур Блек        | Артур Блек        | Артур Блек        |  |  | Лукреція Блек     | Лукреція Блек     | Лукреція Блек     | Лукреція Блек     | Лукреція Блек     | Лукреція Блек     |  |  |                    |                    |                    |                    |                    |                    |  |  |                  |                 |                 |                 |                 |                 |  |  |                 |                 |                 |                 |                 |                 |  |  |
|  |  |               |               |               |               |               |               |  |  |                    |                    |                    |                    |                    |                    |                |                |                   |                   |                   |                   |                   |                   |  |  |                   |                   |                   |                   |                   |                   |  |  |                    |                    |                    |                    |                    |                    |  |  |                  |                 |                 |                 |                 |                 |  |  |                 |                 |                 |                 |                 |                 |  |  |
|  |  |               |               |               |               |               |               |  |  |                    |                    |                    |                    |                    |                    |                |                |                   |                   |                   |                   |                   |                   |  |  |                   |                   |                   |                   |                   |                   |  |  |                    |                    |                    |                    |                    |                    |  |  |                  |                 |                 |                 |                 |                 |  |  |                 |                 |                 |                 |                 |                 |  |  |
|  |  |               |               |               |               |               |               |  |  |                    |                    |                    |                    |                    |                    |                |                | Меланія Макміллан | Меланія Макміллан | Меланія Макміллан | Меланія Макміллан | Меланія Макміллан | Меланія Макміллан |  |  | Іґнатус Превет    | Іґнатус Превет    | Іґнатус Превет    | Іґнатус Превет    | Іґнатус Превет    | Іґнатус Превет    |  |  |                    |                    |                    |                    |                    |                    |  |  |                  |                 |                 |                 |                 |                 |  |  |                 |                 |                 |                 |                 |                 |  |  |
|  |  |               |               |               |               |               |               |  |  | Сіріус Блек        |                    |                    |                    |                    |                    |                |                | Меланія Макміллан | Меланія Макміллан | Меланія Макміллан | Меланія Макміллан | Меланія Макміллан | Меланія Макміллан |  |  | Іґнатус Превет    | Іґнатус Превет    | Іґнатус Превет    | Іґнатус Превет    | Іґнатус Превет    | Іґнатус Превет    |  |  |                    |                    |                    |                    |                    |                    |  |  |                  |                 |                 |                 |                 |                 |  |  |                 |                 |                 |                 |                 |                 |  |  |
|  |  |               |               |               |               |               |               |  |  |                    |                    |                    |                    |                    |                    |                |                |                   |                   |                   |                   |                   |                   |  |  |                   |                   |                   |                   |                   |                   |  |  |                    |                    |                    |                    |                    |                    |  |  |                  |                 |                 |                 |                 |                 |  |  |                 |                 |                 |                 |                 |                 |  |  |
|  |  |               |               |               |               |               |               |  |  |                    |                    |                    |                    |                    |                    |                |                | Люкреція Блек     | Люкреція Блек     | Люкреція Блек     | Люкреція Блек     | Люкреція Блек     | Люкреція Блек     |  |  | Оріон Блек        | Оріон Блек        | Оріон Блек        | Оріон Блек        | Оріон Блек        | Оріон Блек        |  |  | Сіріус Блек        | Сіріус Блек        | Сіріус Блек        | Сіріус Блек        | Сіріус Блек        | Сіріус Блек        |  |  |                  |                 |                 |                 |                 |                 |  |  |                 |                 |                 |                 |                 |                 |  |  |
|  |  |               |               |               |               |               |               |  |  |                    |                    |                    |                    |                    |                    |                |                | Люкреція Блек     | Люкреція Блек     | Люкреція Блек     | Люкреція Блек     | Люкреція Блек     | Люкреція Блек     |  |  | Оріон Блек        | Оріон Блек        | Оріон Блек        | Оріон Блек        | Оріон Блек        | Оріон Блек        |  |  | Сіріус Блек        | Сіріус Блек        | Сіріус Блек        | Сіріус Блек        | Сіріус Блек        | Сіріус Блек        |  |  |                  |                 |                 |                 |                 |                 |  |  |                 |                 |                 |                 |                 |                 |  |  |
|  |  |               |               |               |               |               |               |  |  | Герспер Гамп       |                    |                    |                    |                    |                    |                |                |                   |                   |                   |                   |                   |                   |  |  |                   |                   |                   |                   |                   |                   |  |  |                    |                    |                    |                    |                    |                    |  |  |                  |                 |                 |                 |                 |                 |  |  |                 |                 |                 |                 |                 |                 |  |  |
|  |  |               |               |               |               |               |               |  |  |                    |                    |                    |                    |                    |                    |                |                |                   |                   |                   |                   |                   |                   |  |  |                   |                   |                   |                   |                   |                   |  |  |                    |                    |                    |                    |                    |                    |  |  |                  |                 |                 |                 |                 |                 |  |  |                 |                 |                 |                 |                 |                 |  |  |
|  |  |               |               |               |               |               |               |  |  |                    |                    |                    |                    |                    |                    |                |                | Реґулус Блек      | Реґулус Блек      | Реґулус Блек      | Реґулус Блек      | Реґулус Блек      | Реґулус Блек      |  |  | Вальбурга Блек    | Вальбурга Блек    | Вальбурга Блек    | Вальбурга Блек    | Вальбурга Блек    | Вальбурга Блек    |  |  | Реґулус Блек       | Реґулус Блек       | Реґулус Блек       | Реґулус Блек       | Реґулус Блек       | Реґулус Блек       |  |  |                  |                 |                 |                 |                 |                 |  |  |                 |                 |                 |                 |                 |                 |  |  |
|  |  |               |               |               |               |               |               |  |  |                    |                    |                    |                    |                    |                    |                |                | Реґулус Блек      | Реґулус Блек      | Реґулус Блек      | Реґулус Блек      | Реґулус Блек      | Реґулус Блек      |  |  | Вальбурга Блек    | Вальбурга Блек    | Вальбурга Блек    | Вальбурга Блек    | Вальбурга Блек    | Вальбурга Блек    |  |  | Реґулус Блек       | Реґулус Блек       | Реґулус Блек       | Реґулус Блек       | Реґулус Блек       | Реґулус Блек       |  |  |                  |                 |                 |                 |                 |                 |  |  |                 |                 |                 |                 |                 |                 |  |  |
|  |  |               |               |               |               |               |               |  |  | Фінеас Блек        |                    |                    |                    |                    |                    |                |                |                   |                   |                   |                   |                   |                   |  |  |                   |                   |                   |                   |                   |                   |  |  |                    |                    |                    |                    |                    |                    |  |  |                  |                 |                 |                 |                 |                 |  |  |                 |                 |                 |                 |                 |                 |  |  |
|  |  |               |               |               |               |               |               |  |  |                    |                    |                    |                    |                    |                    |                |                |                   |                   |                   |                   |                   |                   |  |  |                   |                   |                   |                   |                   |                   |  |  |                    |                    |                    |                    |                    |                    |  |  |                  |                 |                 |                 |                 |                 |  |  |                 |                 |                 |                 |                 |                 |  |  |
|  |  | Сіріус Блек   | Сіріус Блек   | Сіріус Блек   | Сіріус Блек   | Сіріус Блек   | Сіріус Блек   |  |  |                    |                    |                    |                    |                    |                    |                |                | Поллукс Блек      | Поллукс Блек      | Поллукс Блек      | Поллукс Блек      | Поллукс Блек      | Поллукс Блек      |  |  | Альфард Блек      | Альфард Блек      | Альфард Блек      | Альфард Блек      | Альфард Блек      | Альфард Блек      |  |  | Белатриса Блек     | Белатриса Блек     | Белатриса Блек     | Белатриса Блек     | Белатриса Блек     | Белатриса Блек     |  |  |                  |                 |                 |                 |                 |                 |  |  |                 |                 |                 |                 |                 |                 |  |  |
|  |  | Сіріус Блек   | Сіріус Блек   | Сіріус Блек   | Сіріус Блек   | Сіріус Блек   | Сіріус Блек   |  |  |                    |                    |                    |                    |                    |                    |                |                | Поллукс Блек      | Поллукс Блек      | Поллукс Блек      | Поллукс Блек      | Поллукс Блек      | Поллукс Блек      |  |  | Альфард Блек      | Альфард Блек      | Альфард Блек      | Альфард Блек      | Альфард Блек      | Альфард Блек      |  |  | Белатриса Блек     | Белатриса Блек     | Белатриса Блек     | Белатриса Блек     | Белатриса Блек     | Белатриса Блек     |  |  |                  |                 |                 |                 |                 |                 |  |  |                 |                 |                 |                 |                 |                 |  |  |
|  |  |               |               |               |               |               |               |  |  |                    |                    |                    |                    |                    |                    |                |                |                   |                   |                   |                   |                   |                   |  |  |                   |                   |                   |                   |                   |                   |  |  |                    |                    |                    |                    |                    |                    |  |  |                  |                 |                 |                 |                 |                 |  |  |                 |                 |                 |                 |                 |                 |  |  |
|  |  |               |               |               |               |               |               |  |  |                    |                    |                    |                    |                    |                    |                |                |                   |                   |                   |                   |                   |                   |  |  |                   |                   |                   |                   |                   |                   |  |  |                    |                    |                    |                    |                    |                    |  |  |                  |                 |                 |                 |                 |                 |  |  |                 |                 |                 |                 |                 |                 |  |  |
|  |  | Фінеас Блек   | Фінеас Блек   | Фінеас Блек   | Фінеас Блек   | Фінеас Блек   | Фінеас Блек   |  |  |                    |                    |                    |                    |                    |                    |                |                | Ірма Кребб        | Ірма Кребб        | Ірма Кребб        | Ірма Кребб        | Ірма Кребб        | Ірма Кребб        |  |  |                   |                   |                   |                   |                   |                   |  |  | Родольфус Лестранж | Родольфус Лестранж | Родольфус Лестранж | Родольфус Лестранж | Родольфус Лестранж | Родольфус Лестранж |  |  |                  |                 |                 |                 |                 |                 |  |  |                 |                 |                 |                 |                 |                 |  |  |
|  |  | Фінеас Блек   | Фінеас Блек   | Фінеас Блек   | Фінеас Блек   | Фінеас Блек   | Фінеас Блек   |  |  |                    |                    |                    |                    |                    |                    |                |                | Ірма Кребб        | Ірма Кребб        | Ірма Кребб        | Ірма Кребб        | Ірма Кребб        | Ірма Кребб        |  |  |                   |                   |                   |                   |                   |                   |  |  | Родольфус Лестранж | Родольфус Лестранж | Родольфус Лестранж | Родольфус Лестранж | Родольфус Лестранж | Родольфус Лестранж |  |  |                  |                 |                 |                 |                 |                 |  |  |                 |                 |                 |                 |                 |                 |  |  |
|  |  |               |               |               |               |               |               |  |  | Сайнус Блек        | Сайнус Блек        | Сайнус Блек        | Сайнус Блек        | Сайнус Блек        | Сайнус Блек        |                |                |                   |                   |                   |                   |                   |                   |  |  | Сайнус Блек       | Сайнус Блек       | Сайнус Блек       | Сайнус Блек       | Сайнус Блек       | Сайнус Блек       |  |  |                    |                    |                    |                    |                    |                    |  |  | Ремус Люпин      | Ремус Люпин     | Ремус Люпин     | Ремус Люпин     | Ремус Люпин     | Ремус Люпин     |  |  |                 |                 |                 |                 |                 |                 |  |  |
|  |  |               |               |               |               |               |               |  |  | Сайнус Блек        | Сайнус Блек        | Сайнус Блек        | Сайнус Блек        | Сайнус Блек        | Сайнус Блек        |                |                |                   |                   |                   |                   |                   |                   |  |  | Сайнус Блек       | Сайнус Блек       | Сайнус Блек       | Сайнус Блек       | Сайнус Блек       | Сайнус Блек       |  |  |                    |                    |                    |                    |                    |                    |  |  | Ремус Люпин      | Ремус Люпин     | Ремус Люпин     | Ремус Люпин     | Ремус Люпин     | Ремус Люпин     |  |  |                 |                 |                 |                 |                 |                 |  |  |
|  |  | Урсула Флінт  | Урсула Флінт  | Урсула Флінт  | Урсула Флінт  | Урсула Флінт  | Урсула Флінт  |  |  |                    |                    |                    |                    |                    |                    |                |                | Касіопея Блек     | Касіопея Блек     | Касіопея Блек     | Касіопея Блек     | Касіопея Блек     | Касіопея Блек     |  |  |                   |                   |                   |                   |                   |                   |  |  | Андромеда Блек     | Андромеда Блек     | Андромеда Блек     | Андромеда Блек     | Андромеда Блек     | Андромеда Блек     |  |  |                  |                 |                 |                 |                 |                 |  |  | Тед Люпин       | Тед Люпин       | Тед Люпин       | Тед Люпин       | Тед Люпин       | Тед Люпин       |  |  |
|  |  |               | Урсула Флінт  | Урсула Флінт  | Урсула Флінт  | Урсула Флінт  | Урсула Флінт  |  |  |                    |                    |                    |                    |                    |                    |                |                | Касіопея Блек     | Касіопея Блек     | Касіопея Блек     | Касіопея Блек     | Касіопея Блек     | Касіопея Блек     |  |  |                   |                   |                   |                   |                   |                   |  |  | Андромеда Блек     | Андромеда Блек     | Андромеда Блек     | Андромеда Блек     | Андромеда Блек     | Андромеда Блек     |  |  |                  |                 |                 |                 |                 |                 |  |  | Тед Люпин       | Тед Люпин       | Тед Люпин       | Тед Люпин       | Тед Люпин       | Тед Люпин       |  |  |
|  |  |               |               |               |               |               |               |  |  | Віолетта Белстроуд | Віолетта Белстроуд | Віолетта Белстроуд | Віолетта Белстроуд | Віолетта Белстроуд | Віолетта Белстроуд |                |                |                   |                   |                   |                   |                   |                   |  |  | Друелла Розʼє     | Друелла Розʼє     | Друелла Розʼє     | Друелла Розʼє     | Друелла Розʼє     | Друелла Розʼє     |  |  |                    |                    |                    |                    |                    |                    |  |  | Німфадора Тонкс  | Німфадора Тонкс | Німфадора Тонкс | Німфадора Тонкс | Німфадора Тонкс | Німфадора Тонкс |  |  |                 |                 |                 |                 |                 |                 |  |  |
|  |  |               |               |               |               |               |               |  |  | Віолетта Белстроуд | Віолетта Белстроуд | Віолетта Белстроуд | Віолетта Белстроуд | Віолетта Белстроуд | Віолетта Белстроуд |                |                |                   |                   |                   |                   |                   |                   |  |  | Друелла Розʼє     | Друелла Розʼє     | Друелла Розʼє     | Друелла Розʼє     | Друелла Розʼє     | Друелла Розʼє     |  |  |                    |                    |                    |                    |                    |                    |  |  | Німфадора Тонкс  | Німфадора Тонкс | Німфадора Тонкс | Німфадора Тонкс | Німфадора Тонкс | Німфадора Тонкс |  |  |                 |                 |                 |                 |                 |                 |  |  |
|  |  | Елладора Блек | Елладора Блек | Елладора Блек | Елладора Блек | Елладора Блек | Елладора Блек |  |  |                    |                    |                    |                    |                    |                    |                |                | Маріус Блек       | Маріус Блек       | Маріус Блек       | Маріус Блек       | Маріус Блек       | Маріус Блек       |  |  |                   |                   |                   |                   |                   |                   |  |  | Тед Тонкс          | Тед Тонкс          | Тед Тонкс          | Тед Тонкс          | Тед Тонкс          | Тед Тонкс          |  |  |                  |                 |                 |                 |                 |                 |  |  |                 |                 |                 |                 |                 |                 |  |  |
|  |  | Елладора Блек | Елладора Блек | Елладора Блек | Елладора Блек | Елладора Блек | Елладора Блек |  |  |                    |                    |                    |                    |                    |                    |                |                | Маріус Блек       | Маріус Блек       | Маріус Блек       | Маріус Блек       | Маріус Блек       | Маріус Блек       |  |  |                   |                   |                   |                   |                   |                   |  |  | Тед Тонкс          | Тед Тонкс          | Тед Тонкс          | Тед Тонкс          | Тед Тонкс          | Тед Тонкс          |  |  |                  |                 |                 |                 |                 |                 |  |  |                 |                 |                 |                 |                 |                 |  |  |
|  |  |               |               |               |               |               |               |  |  |                    |                    |                    |                    |                    |                    |                |                |                   |                   |                   |                   |                   |                   |  |  |                   |                   |                   |                   |                   |                   |  |  |                    |                    |                    |                    |                    |                    |  |  |                  |                 |                 |                 |                 |                 |  |  |                 |                 |                 |                 |                 |                 |  |  |
|  |  | Ісла Блек     | Ісла Блек     | Ісла Блек     | Ісла Блек     | Ісла Блек     | Ісла Блек     |  |  |                    |                    |                    |                    |                    |                    |                |                | Дорея Блек        | Дорея Блек        | Дорея Блек        | Дорея Блек        | Дорея Блек        | Дорея Блек        |  |  |                   |                   |                   |                   |                   |                   |  |  | Нарциса Блек       | Нарциса Блек       | Нарциса Блек       | Нарциса Блек       | Нарциса Блек       | Нарциса Блек       |  |  |                  |                 |                 |                 |                 |                 |  |  |                 |                 |                 |                 |                 |                 |  |  |
|  |  | Ісла Блек     | Ісла Блек     | Ісла Блек     | Ісла Блек     | Ісла Блек     | Ісла Блек     |  |  |                    |                    |                    |                    |                    |                    |                |                | Дорея Блек        | Дорея Блек        | Дорея Блек        | Дорея Блек        | Дорея Блек        | Дорея Блек        |  |  |                   |                   |                   |                   |                   |                   |  |  | Нарциса Блек       | Нарциса Блек       | Нарциса Блек       | Нарциса Блек       | Нарциса Блек       | Нарциса Блек       |  |  |                  |                 |                 |                 |                 |                 |  |  |                 |                 |                 |                 |                 |                 |  |  |
|  |  |               |               |               |               |               |               |  |  |                    |                    |                    |                    |                    |                    |                |                |                   |                   |                   |                   |                   |                   |  |  | Містер Поттер     | Містер Поттер     | Містер Поттер     | Містер Поттер     | Містер Поттер     | Містер Поттер     |  |  |                    |                    |                    |                    |                    |                    |  |  | Драко Мелфой     | Драко Мелфой    | Драко Мелфой    | Драко Мелфой    | Драко Мелфой    | Драко Мелфой    |  |  |                 |                 |                 |                 |                 |                 |  |  |
|  |  |               |               |               |               |               |               |  |  |                    |                    |                    |                    |                    |                    |                |                |                   |                   |                   |                   |                   |                   |  |  | Містер Поттер     | Містер Поттер     | Містер Поттер     | Містер Поттер     | Містер Поттер     | Містер Поттер     |  |  |                    |                    |                    |                    |                    |                    |  |  | Драко Мелфой     | Драко Мелфой    | Драко Мелфой    | Драко Мелфой    | Драко Мелфой    | Драко Мелфой    |  |  |                 |                 |                 |                 |                 |                 |  |  |
|  |  | Боб Хітченс   | Боб Хітченс   | Боб Хітченс   | Боб Хітченс   | Боб Хітченс   | Боб Хітченс   |  |  |                    |                    |                    |                    |                    |                    |                |                | Карлус Поттер     | Карлус Поттер     | Карлус Поттер     | Карлус Поттер     | Карлус Поттер     | Карлус Поттер     |  |  |                   |                   |                   |                   |                   |                   |  |  | Луціус Мелфой      | Луціус Мелфой      | Луціус Мелфой      | Луціус Мелфой      | Луціус Мелфой      | Луціус Мелфой      |  |  |                  |                 |                 |                 |                 |                 |  |  | Скорпіус Мелфой | Скорпіус Мелфой | Скорпіус Мелфой | Скорпіус Мелфой | Скорпіус Мелфой | Скорпіус Мелфой |  |  |
|  |  |               | Боб Хітченс   | Боб Хітченс   | Боб Хітченс   | Боб Хітченс   | Боб Хітченс   |  |  |                    |                    |                    |                    |                    |                    |                |                | Карлус Поттер     | Карлус Поттер     | Карлус Поттер     | Карлус Поттер     | Карлус Поттер     | Карлус Поттер     |  |  |                   |                   |                   |                   |                   |                   |  |  | Луціус Мелфой      | Луціус Мелфой      | Луціус Мелфой      | Луціус Мелфой      | Луціус Мелфой      | Луціус Мелфой      |  |  |                  |                 |                 |                 |                 |                 |  |  | Скорпіус Мелфой | Скорпіус Мелфой | Скорпіус Мелфой | Скорпіус Мелфой | Скорпіус Мелфой | Скорпіус Мелфой |  |  |
|  |  |               |               |               |               |               |               |  |  |                    |                    |                    |                    |                    |                    |                |                |                   |                   |                   |                   |                   |                   |  |  |                   |                   |                   |                   |                   |                   |  |  |                    |                    |                    |                    |                    |                    |  |  | Асторія Ґрінґрас |                 |                 |                 |                 |                 |  |  |                 |                 |                 |                 |                 |                 |  |  |
|  |  |               |               |               |               |               |               |  |  |                    |                    |                    |                    |                    |                    |                |                | Містер Бурке      | Містер Бурке      | Містер Бурке      | Містер Бурке      | Містер Бурке      | Містер Бурке      |  |  | Каллідора Блек    | Каллідора Блек    | Каллідора Блек    | Каллідора Блек    | Каллідора Блек    | Каллідора Блек    |  |  | Містер Лонґботом   | Містер Лонґботом   | Містер Лонґботом   | Містер Лонґботом   | Містер Лонґботом   | Містер Лонґботом   |  |  |                  |                 |                 |                 |                 |                 |  |  |                 |                 |                 |                 |                 |                 |  |  |
|  |  |               |               |               |               |               |               |  |  |                    |                    |                    |                    |                    |                    |                |                | Містер Бурке      | Містер Бурке      | Містер Бурке      | Містер Бурке      | Містер Бурке      | Містер Бурке      |  |  | Каллідора Блек    | Каллідора Блек    | Каллідора Блек    | Каллідора Блек    | Каллідора Блек    | Каллідора Блек    |  |  | Містер Лонґботом   | Містер Лонґботом   | Містер Лонґботом   | Містер Лонґботом   | Містер Лонґботом   | Містер Лонґботом   |  |  |                  |                 |                 |                 |                 |                 |  |  |                 |                 |                 |                 |                 |                 |  |  |
|  |  |               |               |               |               |               |               |  |  | Белвіна Блек       |                    |                    |                    |                    |                    |                |                |                   |                   |                   |                   |                   |                   |  |  |                   |                   |                   |                   |                   |                   |  |  |                    |                    |                    |                    |                    |                    |  |  |                  |                 |                 |                 |                 |                 |  |  |                 |                 |                 |                 |                 |                 |  |  |
|  |  |               |               |               |               |               |               |  |  |                    |                    |                    |                    |                    |                    |                |                |                   |                   |                   |                   |                   |                   |  |  |                   |                   |                   |                   |                   |                   |  |  |                    |                    |                    |                    |                    |                    |  |  |                  |                 |                 |                 |                 |                 |  |  |                 |                 |                 |                 |                 |                 |  |  |
|  |  |               |               |               |               |               |               |  |  |                    |                    |                    |                    |                    |                    |                |                | Містер Бурке      | Містер Бурке      | Містер Бурке      | Містер Бурке      | Містер Бурке      | Містер Бурке      |  |  | Харфанґ Лонґботом | Харфанґ Лонґботом | Харфанґ Лонґботом | Харфанґ Лонґботом | Харфанґ Лонґботом | Харфанґ Лонґботом |  |  | Місс Лонґботом     | Місс Лонґботом     | Місс Лонґботом     | Місс Лонґботом     | Місс Лонґботом     | Місс Лонґботом     |  |  |                  |                 |                 |                 |                 |                 |  |  |                 |                 |                 |                 |                 |                 |  |  |
|  |  |               |               |               |               |               |               |  |  |                    |                    |                    |                    |                    |                    |                |                | Містер Бурке      | Містер Бурке      | Містер Бурке      | Містер Бурке      | Містер Бурке      | Містер Бурке      |  |  | Харфанґ Лонґботом | Харфанґ Лонґботом | Харфанґ Лонґботом | Харфанґ Лонґботом | Харфанґ Лонґботом | Харфанґ Лонґботом |  |  | Місс Лонґботом     | Місс Лонґботом     | Місс Лонґботом     | Місс Лонґботом     | Місс Лонґботом     | Місс Лонґботом     |  |  |                  |                 |                 |                 |                 |                 |  |  |                 |                 |                 |                 |                 |                 |  |  |
|  |  |               |               |               |               |               |               |  |  | Гербет Бурке       |                    |                    |                    |                    |                    |                |                |                   |                   |                   |                   |                   |                   |  |  |                   |                   |                   |                   |                   |                   |  |  |                    |                    |                    |                    |                    |                    |  |  |                  |                 |                 |                 |                 |                 |  |  |                 |                 |                 |                 |                 |                 |  |  |
|  |  |               |               |               |               |               |               |  |  |                    |                    |                    |                    |                    |                    |                |                | Місс Бурке        | Місс Бурке        | Місс Бурке        | Місс Бурке        | Місс Бурке        | Місс Бурке        |  |  | Цедрела Блек      | Цедрела Блек      | Цедрела Блек      | Цедрела Блек      | Цедрела Блек      | Цедрела Блек      |  |  |                    |                    |                    |                    |                    |                    |  |  |                  |                 |                 |                 |                 |                 |  |  |                 |                 |                 |                 |                 |                 |  |  |
|  |  |               |               |               |               |               |               |  |  |                    |                    |                    |                    |                    |                    |                |                | Місс Бурке        | Місс Бурке        | Місс Бурке        | Місс Бурке        | Місс Бурке        | Місс Бурке        |  |  | Цедрела Блек      | Цедрела Блек      | Цедрела Блек      | Цедрела Блек      | Цедрела Блек      | Цедрела Блек      |  |  |                    |                    |                    |                    |                    |                    |  |  |                  |                 |                 |                 |                 |                 |  |  |                 |                 |                 |                 |                 |                 |  |  |
|  |  |               |               |               |               |               |               |  |  |                    |                    |                    |                    |                    |                    |                |                |                   |                   |                   |                   |                   |                   |  |  |                   |                   |                   |                   |                   |                   |  |  |                    |                    |                    |                    |                    |                    |  |  |                  |                 |                 |                 |                 |                 |  |  |                 |                 |                 |                 |                 |                 |  |  |
|  |  |               |               |               |               |               |               |  |  |                    |                    |                    |                    | Арктур Блек        | Арктур Блек        | Арктур Блек    | Арктур Блек    | Арктур Блек       | Арктур Блек       |                   |                   |                   |                   |  |  | Септимус Візлі    | Септимус Візлі    | Септимус Візлі    | Септимус Візлі    | Септимус Візлі    | Септимус Візлі    |  |  | Містер Кравч       | Містер Кравч       | Містер Кравч       | Містер Кравч       | Містер Кравч       | Містер Кравч       |  |  |                  |                 |                 |                 |                 |                 |  |  |                 |                 |                 |                 |                 |                 |  |  |
|  |  |               |               |               |               |               |               |  |  |                    |                    |                    |                    | Арктур Блек        | Арктур Блек        | Арктур Блек    | Арктур Блек    | Арктур Блек       | Арктур Блек       |                   |                   |                   |                   |  |  | Септимус Візлі    | Септимус Візлі    | Септимус Візлі    | Септимус Візлі    | Септимус Візлі    | Септимус Візлі    |  |  | Містер Кравч       | Містер Кравч       | Містер Кравч       | Містер Кравч       | Містер Кравч       | Містер Кравч       |  |  |                  |                 |                 |                 |                 |                 |  |  |                 |                 |                 |                 |                 |                 |  |  |
|  |  |               |               |               |               |               |               |  |  |                    |                    |                    |                    |                    |                    |                |                |                   |                   |                   |                   |                   |                   |  |  |                   |                   |                   |                   |                   |                   |  |  |                    |                    |                    |                    |                    |                    |  |  |                  |                 |                 |                 |                 |                 |  |  |                 |                 |                 |                 |                 |                 |  |  |
|  |  |               |               |               |               |               |               |  |  |                    |                    |                    |                    |                    |                    |                |                |                   |                   |                   |                   |                   |                   |  |  |                   |                   |                   |                   |                   |                   |  |  |                    |                    |                    |                    |                    |                    |  |  |                  |                 |                 |                 |                 |                 |  |  |                 |                 |                 |                 |                 |                 |  |  |
|  |  |               |               |               |               |               |               |  |  |                    |                    |                    |                    | Лізандра Якслі     | Лізандра Якслі     | Лізандра Якслі | Лізандра Якслі | Лізандра Якслі    | Лізандра Якслі    |                   |                   |                   |                   |  |  | Чаріс Блек        | Чаріс Блек        | Чаріс Блек        | Чаріс Блек        | Чаріс Блек        | Чаріс Блек        |  |  | Місс Кравч         | Місс Кравч         | Місс Кравч         | Місс Кравч         | Місс Кравч         | Місс Кравч         |  |  |                  |                 |                 |                 |                 |                 |  |  |                 |                 |                 |                 |                 |                 |  |  |
|  |  |               |               |               |               |               |               |  |  |                    |                    |                    |                    | Лізандра Якслі     | Лізандра Якслі     | Лізандра Якслі | Лізандра Якслі | Лізандра Якслі    | Лізандра Якслі    |                   |                   |                   |                   |  |  | Чаріс Блек        | Чаріс Блек        | Чаріс Блек        | Чаріс Блек        | Чаріс Блек        | Чаріс Блек        |  |  | Місс Кравч         | Місс Кравч         | Місс Кравч         | Місс Кравч         | Місс Кравч         | Місс Кравч         |  |  |                  |                 |                 |                 |                 |                 |  |  |                 |                 |                 |                 |                 |                 |  |  |
|  |  |               |               |               |               |               |               |  |  |                    |                    |                    |                    |                    |                    |                |                |                   |                   |                   |                   |                   |                   |  |  |                   |                   |                   |                   |                   |                   |  |  |                    |                    |                    |                    |                    |                    |  |  |                  |                 |                 |                 |                 |                 |  |  |                 |                 |                 |                 |                 |                 |  |  |
|  |  |               |               |               |               |               |               |  |  |                    |                    |                    |                    |                    |                    |                |                |                   |                   |                   |                   |                   |                   |  |  |                   |                   |                   |                   |                   |                   |  |  |                    |                    |                    |                    |                    |                    |  |  |                  |                 |                 |                 |                 |                 |  |  |                 |                 |                 |                 |                 |                 |  |  |
|  |  |               |               |               |               |               |               |  |  |                    |                    |                    |                    |                    |                    |                |                |                   |                   |                   |                   |                   |                   |  |  | Каспар Кравч      | Каспар Кравч      | Каспар Кравч      | Каспар Кравч      | Каспар Кравч      | Каспар Кравч      |  |  | Місс Кравч         | Місс Кравч         | Місс Кравч         | Місс Кравч         | Місс Кравч         | Місс Кравч         |  |  |                  |                 |                 |                 |                 |                 |  |  |                 |                 |                 |                 |                 |                 |  |  |
|  |  |               |               |               |               |               |               |  |  |                    |                    |                    |                    |                    |                    |                |                |                   |                   |                   |                   |                   |                   |  |  | Каспар Кравч      | Каспар Кравч      | Каспар Кравч      | Каспар Кравч      | Каспар Кравч      | Каспар Кравч      |  |  | Місс Кравч         | Місс Кравч         | Місс Кравч         | Місс Кравч         | Місс Кравч         | Місс Кравч         |  |  |                  |                 |                 |                 |                 |                 |  |  |                 |                 |                 |                 |                 |                 |  |  |

## Драко Мелфой
Драко Мелфой вперше з'являється у першій книзі, коли Гаррі Поттер на алеї Діаґон купує собі мантію. Він описується як 
|  | ...хлопчик із блідим загостреним лицем |

. Мелфой першим починає говорити із Гаррі — говорить повільно й занудно. Відразу ж висловлює точку зору, яка підтримується всім родом Мелфоїв — маґлородцям не можна довіряти. Частково через те, що Драко зухвало ставився до товариша Гаррі — Геґріда, частково через те, що сам Гаррі тільки-но дізнався про існування чарівників, тому не мав що відповідати Драко на його питання, дружба між хлопцями не зав'язалася.
Пізніше зустрічаємо Драко у потязі Гоґвортс — експрес. Його товариші — Креб та Ґойл — кремезні хлопці, що стояли обабіч Мелфоя, охороняючи його.
Після того, як Рона насмішило ім'я Мелфоя, він почав глузувати над його родиною — «Візлі мають…більше дітей, ніж можуть прогодувати».
Далі Драко порадив Гаррі заводити лише вигідні знайомства, бо якщо він не буде обережним, то закінчить так само, як його батьки. Мелфой запропонував йому в цьому допомогу. Проте Гаррі відповів, що розбереться без його допомоги.
Отже, надалі дружба між Поттером та Мелфоєм стала неможливою через те, що Гаррі захищав та товаришував із тими, кого родина Мелфоїв вважали недостойними звання чаклунів — маґлонародженими та тими, хто захищав їх.
Як і слід було очікувати, Драко потрапив до гуртожитку Слизерина, чим був дуже задоволений.
Авторка показує Драко як найхарактернішого представника Слизерину. Він радіє успіхам гуртожитку і засмучується, коли першість дістається іншим. Глузує над іншими.
Головним авторитетом для Мелфоя в школі є Северус Снейп. Він схвально ставився до професора, ймовірно, через те, що той також перебував у рядах смертежерів, а отже, радів тому, що Снейп був вихователем його гуртожитку. Снейп також завжди прагнув лідерства для Слизерину, тому радо карав ґрифіндорців, закриваючи очі на порушення слизеринців.
Також не слід забувати, що Мелфой завжди корився авторитетові Дамблдора.
Драко не боявся порушувати правила, вважаючи, що для нього зроблять виняток. Та йшов тільки на виважений ризик.
Драко вважав себе гарним гравцем у квідич. Він багато говорив про польоти і обурювався через те, що першокурсників не приймають у збірні з квідичу.
Наступний конфлікт між Драко та Гаррі виник через те, що Мелфой забрав у Невіла Лонґботома його Нагадайка. Поттер став захищати Невіла.
Тоді, коли Гаррі повернув Невілові Нагадайка, а через це потрапив до квідичної команди (про що так мріяв Драко), між хлопцями почалася низка мовчазних змагань — вони всіляко намагалися нашкодити один одному, вважали себе найлютішими ворогами.
Драко запросив Гаррі на опівнічну дуель в трофейному залі, сподіваючись, що там його спіймає завгосп школи Філч, після чого Поттера виженуть зі школи. Проте Гаррі вдалося втекти.
Мелфой намагається постійно слідкувати за Гаррі та його друзями, щоб мати змогу розповісти вчителям про порушення з їх боку або глузувати перед іншими над їхніми невдачами.

### «Гаррі Поттер і таємна кімната»
На початку книги Драко разом із батьком завітав до крамниці «Борджин і Беркс» на алеї Ноктерн. Йому соромно перед батьком за те, що він не є найкращим учнем Гоґвортсу.

Драко Мелфой в оточенні Креба та Ґойла (кадр із фільму «Гаррі Поттер і в'язень Азкабану»

На другому курсі навчання в школі Драко призначили ловцем команди з квідичу, тож, тепер вони змагалися із Поттером ще й на полі з квідичу. Проте ворожба із Поттером заважає Мелфоєві проявити свої спортивні таланти — він більше зайнятий тим, щоб кепкувати над Гаррі, аніж виконувати свої обов'язки ловця. У першій книзі авторка зауважувала, що Драко дуже вправно літав на мітлі, проте надалі вона не описує Мелфоя як гарного гравця.
Гаррі Поттер підозрює в усіх негараздах, що трапляються в його житті, своїх «ворогів» — професора Снейпа і Драко Мелфоя. Це заважає йому адекватно оцінювати ситуацію. Так, у другій книзі він підозрює, що Драко — нащадок Слизерина, який чинить напади на учнів Гоґвортсу. Шпигуючи за Драко, вони не помітили, що Таємну кімнату відкривала сестра Рона Візлі — Джіні.

### «Гаррі Поттер і в'язень Азкабану»
Драко глузує з того, що Поттер зомлів, коли зустрівся із дементором (хоча й сам поводився не надто сміливо).
Драко зухвало ставився до Геґріда, адже він був далекий від шляхетності чарівників, яких тільки і поважали Мелфої. Отож, він не довіряв його вчителюванні. Через це і виник інцидент із гіпогрифом. Намагаючись продемонструвати, що зможе впоратись із магічною істотою не гірше, ніж Гаррі Поттер, та не воліючи виконувати застереження Геґріда, Драко невірно повівся із Бакбиком, тому гіпогриф поранив йому руку. Після цього Драко поводився так, ніби героїчно постраждав від жахливої некерованої істоти. Звісно ж, він не визнавав своєї провини.
Всіляко використовував своє становище «хворого». Наприклад, коли слизеринській збірній з квідичу треба було змагатися із ґрифіндорцями під зливою та сильним вітром, Драко сказав, що не може грати через страшенний біль у руці, тому для Слизерину гру відклали.
Коли поєдинок таки відбувся, Драко ні на крок не відступав від Гаррі — готовий був навіть тримати Поттера за мітлу, щоб той не випередив його. Та Гаррі таки вдалося першим спіймати золотого снича.

### «Гаррі Поттер і келих вогню»
Драко з'являється на галявині біля лісу після кубку з квідича, коли всі чаклуни тікають від смертежерів. Він спокійно спостерігає за всім, що відбувається. На питання Гаррі Поттера, Рона Візлі та Герміони Ґрейнджер, чи є серед смертежерів його батько, Драко відповів, що якщо б і був — він не повідомив би їх про це. Також Мелфой застеріг, що такий самий інцидент скоро може загрожувати маґлонародженій Герміоні Ґрейнджер.
У Гоґвортсі суперечки між Драко та Гаррі продовжилися. Мелфой не збирався терпіти, доки Гаррі обзивав його матір, тому зробив змогу напасти на Поттера. Побачивши це, Аластор Муді (насправді це був Барті Кравч-Молодший) перетворив Мелфоя на тхора. Це для хлопця стало жахливою образою, тож надалі він намагався уникати Дикозора Муді.
Коли ім'я Поттера якимсь чином потрапило до келиха вогню, і той обрав його для участі в Тричаклунському турнірі, Мелфой був впевнений, що Гаррі загине під час складних завдань турніру. Також він належав до тих учнів, що не вважали Поттера справжнім представником Гоґвортсу на змаганні та носив значок «ПОТТЕР-СМЕРДОТТЕР».
На Різдвяному балі на Мелфої була «чорна оксамитова мантія з високим коміром». Його супутницею була Пенсі Паркінсон.

### «Гаррі Поттер і Орден Фенікса»
Драко став старостою школи від гуртожитку Слизерину. Зловживав наданою йому владою для глузування над Поттером та знущанням над першокурсниками.
Після матчу з квідичу Мелфой почав глузувати над родинами Візлі та Поттера. Після цього на нього напали Джордж та Гаррі.
Проте цього року навчання Драко міг робити в школі майже все, що йому забажається, адже інквізитором школи була назначена замісниця Міністра магії, Корнеліуса Фаджа, якого контролював батько Драко.
Драко дуже зрадів, коли Геґріду Долорес Амбридж призначила випробувальний термін.
Мелфой очолив інквізиторський загон, який допомагав Амбридж контролювати все, що відбувається в Гоґвортсі. Слідкував за зібраннями Дамблдорової Армії, що спричинило до чого, що зібрання припинилися, а Дамблдор вимушений був переховуватися від Міністерства.
Також викрив Гаррі та його товаришів, коли Поттер намагався вийти на зв'язок із Сіріусом Блеком через камін в кабінеті Амбридж.

### «Гаррі Поттер і Напівкровний Принц»
У цій частині образ Мелфоя розкривається найширше.
Зустрічаємо Драко разом із матір'ю на алеї Діаґон (у крамничці місіс Малкін).
Коли Волдеморт тимчасово втратив свого вірного і провідного смертежера — Луціус Мелфой перебував у Азкабані — він завербував до своїх лав меншого Мелфоя. Він наказав Драко вбити Албуса Дамблдора, погрожуючи вбити його і батьків. Звісно ж, Драко не міг самотужки пручатися Темному Лордові.
Також Драко потрібно було провести до Гоґвортсу смертежерів — а це було надзвичайно складно, адже будівлю охороняли аврори. Для цього він скористався щезальними шафами: одна з них була розташована в крамниці «Борджин і Беркс» на алеї Ноктерн, а друга — в кімнаті на вимогу в Гоґвортсі.
Гаррі, Рон та Герміона помітили Драко на алеї Ноктерн, проте не змогли дізнатися про його план.

Драко Мелфой тренується в кімнаті на вимогу

Гаррі Поттер намагався шпигувати за Драко у потязі «Гоґвортс-експрес». Та Драко помітив це та спаралізував Поттера. Гаррі вдалося врятуватися тільки завдяки Німфадорі Тонкс, що перебувала неподалік.
Спочатку Драко спробував вбити Дамблдора за допомогою намиста із крамниці «Борджин і Беркс». Він передав його Кеті Бел, яка перебувала під дією закляття. Та дівчина сама торкнулася намиста, тому темна магія подіяла на неї.
Вдруге Мелфой намагався виконати завдання Волдеморта, передавши Дамблдорові через Горація Слизорога отруєне вино. Та Горація пригостив цим вином Рона Візлі (його врятував безоар).
Драко Мелфой впав у відчай, коли нічого не виходило. Він визнавав, що не хоче цього чинити, та мусив продовжувати спроби, адже у нього не було іншого вибору.
Гаррі, що шпигував за Драко, помітив, як плакав Мелфой у туалеті. Після цього він вперше застосував на ньому закляття «Сектумсемпра», чим мало не вбив Мелфоя. Врятував його Снейп, що виконував обов'язок перед Нарцисою, покладений на нього закляттям Довіри.
Нарешті, після багатьох місяців тренувань, Драко вдалося скористатися вдало щезальною шафою — смертежери проникли в Гоґвортс. А Драко тим часом мав вбити Дамблдора. Директор, виснажений пошуком горокракса, не мав ні сил, ні бажання пручатися. Він зазначив лише, що Драко не схожий на вбивцю. І Драко в паніці пояснив весь свій план Дамблдорові, а також сказав, що мусить вбити директора, якщо сам хоче залишитися живим.
Проте Драко так і не став вбивцею Дамблдора. Це завдання за нього зробив Северус Снейп

## Ролі в кіно
- Луціус Мелфой — Джейсон Айзекс
- Драко Мелфой — Том Фелтон
- Нарциса Мелфой — Гелен Маккрорі

## Джерело
- Книжки Дж. Ролінґ про Гаррі Поттера[недоступне посилання з квітня 2019]